# Scherma ai Giochi della XI Olimpiade - Sciabola individuale maschile
La competizione della sciabola individuale maschile  di scherma ai Giochi della XI Olimpiade si tenne nei giorni 14 e 15 agosto 1936 presso lo Haus des Deutschen Sports a Berlino.

## Risultati
La competizione si è svolta su quattro turni. In ogni turno i concorrenti sono stati divisi in gironi eliminatori con assalti alle cinque stoccate. A parità di vittorie contavano le minor stoccate subite.

### 1º Turno
Si è disputato il 14 di agosto. Nove gruppi eliminatori i primi quattro classificati accedevano al secondo turno. A qualificazioni acquisite alcuni assalti non si sono disputati.
| Pos. | Atleta             | Nazione       | Vittorie | SF | SC | Incontri | Incontri | Incontri | Incontri | Incontri | Incontri | Incontri | Incontri |
| Pos. | Atleta             | Nazione       | Vittorie | SF | SC | GER      | FAU      | SEG      | BRO      | BEN      | BRU      | PSA      | HEY      |
| ---- | ------------------ | ------------- | -------- | -- | -- | -------- | -------- | -------- | -------- | -------- | -------- | -------- | -------- |
| 1    | Aladár Gerevich    | Ungheria      | 6        | 30 | 9  | X        | ND       | 5-3      | 5-2      | 5-2      | 5-1      | 5-0      | 5-1      |
| 2    | Marcel Faure       | Francia       | 5        | 28 | 15 | ND       | X        | 3-5      | 5-3      | 5-2      | 5-1      | 5-1      | 5-3      |
| 3    | Władysław Segda    | Polonia       | 5        | 31 | 22 | 3-5      | 5-3      | X        | 5-1      | 3-5      | 5-2      | 5-2      | 5-4      |
| 4    | Robin Brook        | Gran Bretagna | 4        | 26 | 24 | 2-5      | 3-5      | 1-5      | X        | 5-4      | 5-3      | 5-1      | 5-1      |
| 5    | Carmelo Bentancur  | Uruguay       | 4        | 28 | 28 | 2-5      | 2-5      | 5-3      | 4-5      | X        | 5-4      | 5-3      | 5-3      |
| 6    | José Manuel Brunet | Argentina     | 1        | 20 | 33 | 1-5      | 1-5      | 2-5      | 3-5      | 4-5      | X        | 5-3      | 4-5      |
| 6    | Menelaos Psarrakis | Grecia        | 1        | 15 | 33 | 0-5      | 1-5      | 2-5      | 1-5      | 3-5      | 3-5      | X        | 5-3      |
| 8    | Georges Heywaert   | Belgio        | 1        | 20 | 34 | 1-5      | 3-5      | 4-5      | 1-5      | 3-5      | 5-4      | 3-5      | X        |

| Pos. | Atleta           | Nazione        | Vittorie | SF | SC | Incontri | Incontri | Incontri | Incontri | Incontri | Incontri | Incontri | Incontri | Incontri |
| Pos. | Atleta           | Nazione        | Vittorie | SF | SC | KAB      | BEN      | HEI      | DOL      | PIO      | DÍA      | LJU      | TEĞ      | OTI      |
| ---- | ---------------- | -------------- | -------- | -- | -- | -------- | -------- | -------- | -------- | -------- | -------- | -------- | -------- | -------- |
| 1    | Endre Kabos      | Ungheria       | 8        | 40 | 9  | X        | 5-1      | 5-2      | 5-0      | 5-2      | 5-0      | 5-4      | 5-0      | 5-0      |
| 2    | Josef Benedik    | Cecoslovacchia | 6        | 35 | 24 | 1-5      | X        | 4-5      | 5-2      | 5-2      | 5-4      | 5-2      | 5-2      | 5-2      |
| 3    | August Heim      | Germania       | 5        | 34 | 25 | 2-5      | 5-4      | X        | 3-5      | 4-5      | 5-0      | 5-1      | 5-3      | 5-2      |
| 4    | Denis Dolecsko   | Romania        | 5        | 29 | 29 | 0-5      | 2-5      | 5-3      | X        | 2-5      | 5-3      | 5-4      | 5-3      | 5-1      |
| 5    | Jean Piot        | Francia        | 4        | 28 | 28 | 2-5      | 2-5      | 5-4      | 5-2      | X        | 2-5      | 2-5      | 5-1      | 5-1      |
| 6    | Efraín Díaz      | Cile           | 4        | 27 | 28 | 0-5      | 4-5      | 0-5      | 3-5      | 5-2      | X        | 5-2      | 5-4      | 5-0      |
| 7    | Bengt Ljungquist | Svezia         | 3        | 28 | 31 | 4-5      | 2-5      | 1-5      | 4-5      | 5-2      | 2-5      | X        | 5-4      | 5-0      |
| 8    | Cihat Teğin      | Turchia        | 1        | 22 | 37 | 0-5      | 2-5      | 3-5      | 3-5      | 1-5      | 4-5      | 4-5      | X        | 5-2      |
| 9    | Charles Otis     | Canada         | 0        | 8  | 40 | 0-5      | 2-5      | 2-5      | 1-5      | 1-5      | 0-5      | 0-5      | 2-5      | X        |

| Pos. | Atleta               | Nazione     | Vittorie | SF | SC | Incontri | Incontri | Incontri | Incontri | Incontri | Incontri | Incontri | Incontri |
| Pos. | Atleta               | Nazione     | Vittorie | SF | SC | GAR      | GAU      | MAR      | MON      | TUL      | COH      | ADA      | DUN      |
| ---- | -------------------- | ----------- | -------- | -- | -- | -------- | -------- | -------- | -------- | -------- | -------- | -------- | -------- |
| 1    | Édouard Gardère      | Francia     | 6        | 30 | 16 | X        | 5-4      | 5-2      | 5-3      | 5-1      | 5-3      | ND       | 5-3      |
| 2    | Giulio Gaudini       | Italia      | 5        | 29 | 12 | 4-5      | X        | ND       | 5-1      | 5-1      | 5-4      | 5-0      | 5-1      |
| 3    | Nicolae Marinescu    | Romania     | 4        | 24 | 17 | 2-5      | ND       | X        | 2-5      | 5-0      | 5-2      | 5-4      | 5-1      |
| 4    | Antonius Montfoort   | Paesi Bassi | 4        | 24 | 19 | 3-5      | 1-5      | 5-2      | X        | ND       | 5-2      | 5-2      | 5-3      |
| 5    | George Tully         | Canada      | 2        | 16 | 21 | 1-5      | 1-5      | 0-5      | ND       | X        | 4-5      | 5-1      | 5-0      |
| 6    | Norman Cohn-Armitage | Stati Uniti | 2        | 21 | 26 | 3-5      | 4-5      | 2-5      | 2-5      | 5-4      | X        | 5-2      | ND       |
| 7    | Orhan Adaş           | Turchia     | 1        | 14 | 28 | ND       | 0-5      | 4-5      | 2-5      | 1-5      | 2-5      | X        | 5-3      |
| 8    | Moacyr Dunham        | Brasile     | 0        | 11 | 30 | 3-5      | 1-5      | 1-5      | 3-5      | 0-5      | ND       | 3-5      | X        |

| Pos. | Atleta             | Nazione       | Vittorie | SF | SC | Incontri | Incontri | Incontri | Incontri | Incontri | Incontri | Incontri | Incontri | Incontri |
| Pos. | Atleta             | Nazione       | Vittorie | SF | SC | SUD      | RAJ      | MAN      | HAR      | SZA      | DeB      | STO      | TRE      | DeO      |
| ---- | ------------------ | ------------- | -------- | -- | -- | -------- | -------- | -------- | -------- | -------- | -------- | -------- | -------- | -------- |
| 1    | Karl Sudrich       | Austria       | 7        | 39 | 23 | X        | 5-4      | 4-5      | 5-4      | 5-2      | 5-2      | 5-3      | 5-1      | 5-2      |
| 2    | László Rajcsányi   | Ungheria      | 6        | 34 | 14 | 4-5      | X        | ND       | 5-1      | 5-2      | 5-2      | 5-1      | 5-2      | 5-1      |
| 3    | Nikolaos Manolesos | Grecia        | 6        | 33 | 22 | 5-4      | ND       | X        | 5-1      | 3-5      | 5-3      | 5-4      | 5-2      | 5-3      |
| 4    | Guy Harry          | Gran Bretagna | 4        | 30 | 30 | 4-5      | 1-5      | 1-5      | X        | 5-4      | 4-5      | 5-4      | 5-2      | 5-0      |
| 5    | Camil Szatmary     | Romania       | 4        | 31 | 27 | 2-5      | 2-5      | 5-3      | 4-5      | X        | 5-0      | 3-5      | 5-3      | 5-1      |
| 6    | Hubert de Bèsche   | Svezia        | 3        | 22 | 25 | 2-5      | 2-5      | 3-5      | 5-4      | 0-5      | X        | 5-1      | ND       | 5-0      |
| 7    | Adolf Stocker      | Svizzera      | 3        | 28 | 32 | 3-5      | 1-5      | 4-5      | 4-5      | 5-3      | 1-5      | X        | 5-3      | 5-1      |
| 8    | Krešimir Tretinjak | Jugoslavia    | 0        | 13 | 30 | 1-5      | 2-5      | 2-5      | 2-5      | 3-5      | ND       | 3-5      | X        | ND       |
| 9    | Ennio de Oliveira  | Brasile       | 0        | 8  | 35 | 2-5      | 1-5      | 3-5      | 0-5      | 1-5      | 0-5      | 1-5      | ND       | X        |

| Pos. | Atleta                 | Nazione        | Vittorie | SF | SC | Incontri | Incontri | Incontri | Incontri | Incontri | Incontri | Incontri | Incontri |
| Pos. | Atleta                 | Nazione        | Vittorie | SF | SC | LOS      | SOB      | VAN      | MOR      | KIR      | CHR      | RAH      | RUC      |
| ---- | ---------------------- | -------------- | -------- | -- | -- | -------- | -------- | -------- | -------- | -------- | -------- | -------- | -------- |
| 1    | Josef Losert           | Austria        | 5        | 27 | 15 | X        | 5-3      | 2-5      | 5-1      | 5-3      | 5-3      | 5-0      | ND       |
| 2    | Antoni Sobik           | Polonia        | 5        | 32 | 20 | 3-5      | X        | 4-5      | 5-1      | 5-1      | 5-4      | 5-0      | 5-4      |
| 3    | Robert Van Den Neucker | Belgio         | 5        | 32 | 22 | 5-2      | 5-4      | X        | 5-1      | 4-5      | 3-5      | 5-3      | 5-2      |
| 4    | Julio Moreno           | Cile           | 3        | 22 | 26 | 1-5      | 1-5      | 1-5      | X        | 5-1      | 5-3      | 4-5      | 5-2      |
| 5    | Bohuslav Kirchmann     | Cecoslovacchia | 3        | 22 | 27 | 3-5      | 1-5      | 5-4      | 1-5      | X        | 5-1      | 2-5      | 5-2      |
| 6    | Preben Christiansen    | Danimarca      | 3        | 26 | 29 | 3-5      | 4-5      | 5-3      | 3-5      | 1-5      | X        | 5-4      | 5-2      |
| 7    | Fathallah Abdel Rahman | Egitto         | 2        | 20 | 31 | 0-5      | 0-5      | 3-5      | 5-4      | 5-2      | 4-5      | X        | 3-5      |
| 8    | Alphonse Ruckstuhl     | Svizzera       | 1        | 17 | 28 | ND       | 4-5      | 2-5      | 2-5      | 2-5      | 2-5      | 5-3      | X        |

| Pos. | Atleta              | Nazione   | Vittorie | SF | SC | Incontri | Incontri | Incontri | Incontri | Incontri | Incontri | Incontri |
| Pos. | Atleta              | Nazione   | Vittorie | SF | SC | LAE      | LEI      | KRA      | LOI      | BAL      | GOY      | GLA      |
| ---- | ------------------- | --------- | -------- | -- | -- | -------- | -------- | -------- | -------- | -------- | -------- | -------- |
| 1    | Eugène Laermans     | Belgio    | 5        | 29 | 18 | X        | 4-5      | 5-3      | 5-3      | 5-2      | 5-3      | 5-2      |
| 2    | Aage Leidersdorff   | Danimarca | 4        | 20 | 15 | 5-4      | X        | ND       | ND       | 5-3      | 5-4      | 5-4      |
| 3    | Vicente Krause      | Argentina | 3        | 20 | 16 | 3-5      | ND       | X        | 2-5      | 5-1      | 5-2      | 5-3      |
| 3    | Hubert Loisel       | Austria   | 3        | 21 | 16 | 3-5      | ND       | 5-2      | X        | 3-5      | 5-2      | 5-2      |
| 5    | Enver Balkan        | Turchia   | 1        | 14 | 23 | 2-5      | 3-5      | 1-5      | 5-3      | X        | 3-5      | ND       |
| 5    | Tomás Goyoaga       | Cile      | 1        | 16 | 23 | 3-5      | 4-5      | 2-5      | 2-5      | 5-3      | X        | ND       |
| 7    | Charles Glasstetter | Svizzera  | 0        | 11 | 20 | 2-5      | 4-5      | 3-5      | 2-5      | ND       | ND       | X        |

| Pos. | Atleta                    | Nazione        | Vittorie | SF | SC | Incontri | Incontri | Incontri | Incontri | Incontri | Incontri | Incontri | Incontri |
| Pos. | Atleta                    | Nazione        | Vittorie | SF | SC | HUF      | VON      | DeF      | WAH      | BOT      | COL      | SØR      | DeG      |
| ---- | ------------------------- | -------------- | -------- | -- | -- | -------- | -------- | -------- | -------- | -------- | -------- | -------- | -------- |
| 1    | John Huffman              | Stati Uniti    | 6        | 30 | 13 | X        | ND       | 5-2      | 5-1      | 5-4      | 5-1      | 5-1      | 5-4      |
| 2    | Hervarth von Friedenfeldt | Cecoslovacchia | 4        | 25 | 18 | ND       | X        | 2-5      | 3-5      | 5-3      | 5-2      | 5-1      | 5-2      |
| 2    | José Julián de la Fuente  | Uruguay        | 4        | 25 | 18 | 2-5      | 5-2      | X        | ND       | 5-4      | 5-2      | 3-5      | 5-0      |
| 2    | Richard Wahl              | Germania       | 4        | 21 | 14 | 1-5      | 5-3      | ND       | X        | ND       | 5-3      | 5-1      | 5-2      |
| 5    | Konstantinos Botasis      | Grecia         | 2        | 24 | 26 | 4-5      | 3-5      | 4-5      | ND       | X        | 5-2      | 5-4      | 3-5      |
| 6    | Frank Donald Collinge     | Canada         | 2        | 20 | 33 | 1-5      | 2-5      | 2-5      | 3-5      | 2-5      | X        | 5-4      | 5-4      |
| 7    | Erik Hammer Sørensen      | Danimarca      | 1        | 16 | 28 | 1-5      | 1-5      | 5-3      | 1-5      | 4-5      | 4-5      | X        | ND       |
| 7    | Bernardo de la Guardia    | Costa Rica     | 1        | 17 | 28 | 4-5      | 2-5      | 0-5      | 2-5      | 5-3      | 4-5      | ND       | X        |

| Pos. | Atleta                   | Nazione     | Vittorie | SF | SC | Incontri | Incontri | Incontri | Incontri | Incontri | Incontri | Incontri |
| Pos. | Atleta                   | Nazione     | Vittorie | SF | SC | PIN      | VAS      | ROD      | VAN      | TIN      | MER      | PIN      |
| ---- | ------------------------ | ----------- | -------- | -- | -- | -------- | -------- | -------- | -------- | -------- | -------- | -------- |
| 1    | Vincenzo Pinton          | Italia      | 5        | 25 | 9  | X        | 5-2      | 5-3      | 5-2      | 5-1      | ND       | 5-1      |
| 2    | Dimitar Vasilev          | Bulgaria    | 4        | 23 | 17 | 2-5      | X        | 1-5      | 5-1      | 5-0      | 5-2      | 5-4      |
| 3    | París Rodríguez          | Uruguay     | 4        | 27 | 18 | 3-5      | 5-1      | X        | 4-5      | 5-3      | 5-2      | 5-2      |
| 4    | Franciscus van Wieringen | Paesi Bassi | 3        | 22 | 24 | 2-5      | 1-5      | 5-4      | X        | 4-5      | 5-3      | 5-2      |
| 5    | Ivar Tingdahl            | Svezia      | 2        | 18 | 26 | 1-5      | 0-5      | 3-5      | 5-4      | X        | 5-2      | 4-5      |
| 6    | Carmelo Merlo            | Argentina   | 1        | 14 | 22 | ND       | 2-5      | 2-5      | 3-5      | 2-5      | X        | 5-2      |
| 7    | Pavao Pintarić           | Jugoslavia  | 1        | 16 | 29 | 1-5      | 4-5      | 2-5      | 2-5      | 5-4      | 2-5      | X        |

| Pos. | Atleta                | Nazione       | Vittorie | SF | SC | Incontri | Incontri | Incontri | Incontri | Incontri | Incontri | Incontri |
| Pos. | Atleta                | Nazione       | Vittorie | SF | SC | MAR      | MOS      | DOB      | TRI      | BRU      | ALE      | RAD      |
| ---- | --------------------- | ------------- | -------- | -- | -- | -------- | -------- | -------- | -------- | -------- | -------- | -------- |
| 1    | Gustavo Marzi         | Italia        | 4        | 22 | 12 | X        | 5-2      | ND       | 2-5      | 5-2      | 5-1      | 5-2      |
| 2    | Frans Mosman          | Paesi Bassi   | 4        | 25 | 17 | 2-5      | X        | 3-5      | 5-2      | 5-2      | 5-1      | 5-2      |
| 3    | Władysław Dobrowolski | Polonia       | 4        | 22 | 19 | ND       | 5-3      | X        | 5-4      | 2-5      | 5-4      | 5-3      |
| 4    | Oliver Trinder        | Gran Bretagna | 4        | 26 | 20 | 5-2      | 2-5      | 4-5      | X        | 5-3      | 5-1      | 5-4      |
| 5    | Peter Bruder          | Stati Uniti   | 3        | 22 | 19 | 2-5      | 2-5      | 5-2      | 3-5      | X        | 5-0      | 5-2      |
| 6    | Lodovico Alessandri   | Brasile       | 1        | 12 | 28 | 1-5      | 1-5      | 4-5      | 1-5      | 0-5      | X        | 5-3      |
| 7    | Milivoj Radović       | Jugoslavia    | 0        | 16 | 30 | 2-5      | 2-5      | 3-5      | 4-5      | 2-5      | 3-5      | X        |

### 2º Turno
Si è disputato il 14 di agosto. Sei gruppi eliminatori i primi tre classificati accedevano alle semifinali. A qualificazioni acquisite alcuni assalti non si sono disputati.
| Pos. | Atleta                   | Nazione        | Vittorie | SF | SC | Incontri | Incontri | Incontri | Incontri | Incontri | Incontri |
| Pos. | Atleta                   | Nazione        | Vittorie | SF | SC | LOI      | RAJ      | DeF      | HAR      | BEN      | LAE      |
| ---- | ------------------------ | -------------- | -------- | -- | -- | -------- | -------- | -------- | -------- | -------- | -------- |
| 1    | Hubert Loisel            | Austria        | 3        | 18 | 12 | X        | 3-5      | 5-1      | 0-5      | 5-0      | 5-1      |
| 2    | László Rajcsányi         | Ungheria       | 3        | 21 | 15 | 5-3      | X        | 5-0      | 3-5      | 3-5      | 5-2      |
| 3    | José Julián de la Fuente | Uruguay        | 3        | 16 | 18 | 1-5      | 0-5      | X        | 5-2      | 5-3      | 5-3      |
| 4    | Guy Harry                | Gran Bretagna  | 2        | 19 | 18 | 5-0      | 5-3      | 2-5      | X        | 3-5      | 4-5      |
| 5    | Josef Benedik            | Cecoslovacchia | 2        | 15 | 21 | 0-5      | 5-3      | 3-5      | 5-3      | X        | 2-5      |
| 5    | Eugène Laermans          | Belgio         | 2        | 16 | 21 | 1-5      | 2-5      | 3-5      | 5-4      | 5-2      | X        |

| Pos. | Atleta                    | Nazione        | Vittorie | SF | SC | Incontri | Incontri | Incontri | Incontri | Incontri | Incontri |
| Pos. | Atleta                    | Nazione        | Vittorie | SF | SC | GAU      | SEG      | VAN      | WAH      | SUD      | VON      |
| ---- | ------------------------- | -------------- | -------- | -- | -- | -------- | -------- | -------- | -------- | -------- | -------- |
| 1    | Giulio Gaudini            | Italia         | 3        | 18 | 10 | X        | 5-3      | ND       | 5-0      | 3-5      | 5-2      |
| 2    | Władysław Segda           | Polonia        | 3        | 18 | 13 | 3-5      | X        | 5-3      | 5-1      | 5-4      | ND       |
| 2    | Franciscus van Wieringen  | Paesi Bassi    | 3        | 18 | 13 | ND       | 3-5      | X        | 5-1      | 5-4      | 5-3      |
| 4    | Richard Wahl              | Germania       | 1        | 7  | 18 | 0-5      | 1-5      | 1-5      | X        | ND       | 5-3      |
| 4    | Karl Sudrich              | Austria        | 1        | 17 | 18 | 5-3      | 4-5      | 4-5      | ND       | X        | 4-5      |
| 6    | Hervarth von Friedenfeldt | Cecoslovacchia | 1        | 13 | 19 | 2-5      | ND       | 3-5      | 3-5      | 5-4      | X        |

| Pos. | Atleta            | Nazione       | Vittorie | SF | SC | Incontri | Incontri | Incontri | Incontri | Incontri | Incontri |
| Pos. | Atleta            | Nazione       | Vittorie | SF | SC | MAR      | TRI      | GAR      | HEI      | LEI      | DOL      |
| ---- | ----------------- | ------------- | -------- | -- | -- | -------- | -------- | -------- | -------- | -------- | -------- |
| 1    | Gustavo Marzi     | Italia        | 5        | 25 | 13 | X        | 5-3      | 5-3      | 5-1      | 5-4      | 5-2      |
| 2    | Oliver Trinder    | Gran Bretagna | 3        | 22 | 13 | 3-5      | X        | 4-5      | 5-2      | 5-1      | 5-0      |
| 3    | Édouard Gardère   | Francia       | 3        | 21 | 20 | 3-5      | 5-4      | X        | 5-4      | 3-5      | 5-2      |
| 4    | August Heim       | Germania      | 2        | 17 | 18 | 1-5      | 2-5      | 4-5      | X        | 5-2      | 5-1      |
| 5    | Aage Leidersdorff | Danimarca     | 1        | 16 | 23 | 4-5      | 1-5      | 5-3      | 2-5      | X        | 4-5      |
| 6    | Denis Dolecsko    | Romania       | 1        | 10 | 24 | 2-5      | 0-5      | 2-5      | 1-5      | 5-4      | X        |

| Pos. | Atleta             | Nazione     | Vittorie | SF | SC | Incontri | Incontri | Incontri | Incontri | Incontri | Incontri |
| Pos. | Atleta             | Nazione     | Vittorie | SF | SC | KAB      | LOS      | VAS      | KRA      | MON      | MAN      |
| ---- | ------------------ | ----------- | -------- | -- | -- | -------- | -------- | -------- | -------- | -------- | -------- |
| 1    | Endre Kabos        | Ungheria    | 5        | 25 | 9  | X        | 5-3      | 5-0      | 5-2      | 5-4      | 5-0      |
| 2    | Josef Losert       | Austria     | 3        | 21 | 14 | 3-5      | X        | 5-0      | 5-4      | 3-5      | 5-0      |
| 3    | Dimitar Vasilev    | Bulgaria    | 2        | 12 | 16 | 0-5      | 0-5      | X        | 2-5      | 5-1      | 5-0      |
| 4    | Vicente Krause     | Argentina   | 2        | 20 | 18 | 2-5      | 4-5      | 5-2      | X        | 5-1      | 4-5      |
| 5    | Antonius Montfoort | Paesi Bassi | 2        | 16 | 21 | 4-5      | 5-3      | 1-5      | 1-5      | X        | 5-3      |
| 6    | Nikolaos Manolesos | Grecia      | 1        | 8  | 24 | 0-5      | 0-5      | 0-5      | 5-4      | 3-5      | X        |

| Pos. | Atleta                 | Nazione     | Vittorie | SF | SC | Incontri | Incontri | Incontri | Incontri | Incontri | Incontri |
| Pos. | Atleta                 | Nazione     | Vittorie | SF | SC | ROD      | GER      | VAN      | DOB      | HUF      | MOR      |
| ---- | ---------------------- | ----------- | -------- | -- | -- | -------- | -------- | -------- | -------- | -------- | -------- |
| 1    | París Rodríguez        | Uruguay     | 3        | 16 | 9  | X        | 5-2      | 5-1      | 1-5      | ND       | 5-1      |
| 2    | Aladár Gerevich        | Ungheria    | 3        | 17 | 13 | 2-5      | X        | 5-4      | 5-1      | 5-3      | ND       |
| 3    | Robert Van Den Neucker | Belgio      | 3        | 20 | 18 | 1-5      | 4-5      | X        | 5-4      | 5-1      | 5-3      |
| 4    | Władysław Dobrowolski  | Polonia     | 2        | 19 | 19 | 5-1      | 1-5      | 4-5      | X        | 5-3      | 4-5      |
| 5    | John Huffman           | Stati Uniti | 1        | 12 | 15 | ND       | 3-5      | 1-5      | 3-5      | X        | 5-0      |
| 6    | Julio Moreno           | Cile        | 1        | 9  | 19 | 1-5      | ND       | 3-5      | 5-4      | 0-5      | X        |

| Pos. | Atleta            | Nazione       | Vittorie | SF | SC | Incontri | Incontri | Incontri | Incontri | Incontri | Incontri |
| Pos. | Atleta            | Nazione       | Vittorie | SF | SC | PIN      | FAU      | SOB      | MOS      | BRO      | MAR      |
| ---- | ----------------- | ------------- | -------- | -- | -- | -------- | -------- | -------- | -------- | -------- | -------- |
| 1    | Vincenzo Pinton   | Italia        | 4        | 20 | 11 | X        | 5-1      | 5-4      | 5-3      | 5-3      | ND       |
| 2    | Marcel Faure      | Francia       | 3        | 16 | 11 | 1-5      | X        | ND       | 5-4      | 5-1      | 5-1      |
| 3    | Antoni Sobik      | Polonia       | 3        | 19 | 12 | 4-5      | ND       | X        | 5-4      | 5-2      | 5-1      |
| 4    | Frans Mosman      | Paesi Bassi   | 1        | 16 | 17 | 3-5      | 4-5      | 4-5      | X        | ND       | 5-2      |
| 5    | Robin Brook       | Gran Bretagna | 1        | 11 | 18 | 3-5      | 1-5      | 2-5      | ND       | X        | 5-3      |
| 6    | Nicolae Marinescu | Romania       | 0        | 7  | 20 | ND       | 1-5      | 1-5      | 2-5      | 3-5      | X        |

### Semifinali
Si sono disputate il 14 di agosto. Tre gruppi eliminatori i primi tre classificati accedevano alla finale. A qualificazioni acquisite alcuni assalti non si sono disputati.
| Pos. | Atleta                 | Nazione       | Vittorie | SF | SC | Incontri | Incontri | Incontri | Incontri | Incontri | Incontri |
| Pos. | Atleta                 | Nazione       | Vittorie | SF | SC | GER      | VAN      | MAR      | TRI      | FAU      | LOI      |
| ---- | ---------------------- | ------------- | -------- | -- | -- | -------- | -------- | -------- | -------- | -------- | -------- |
| 1    | Aladár Gerevich        | Ungheria      | 3        | 15 | 7  | X        | ND       | 5-2      | 5-4      | 5-1      | ND       |
| 2    | Robert Van Den Neucker | Belgio        | 3        | 15 | 9  | ND       | X        | ND       | 5-2      | 5-4      | 5-3      |
| 3    | Gustavo Marzi          | Italia        | 3        | 17 | 11 | 2-5      | ND       | X        | 5-1      | 5-1      | 5-4      |
| 4    | Oliver Trinder         | Gran Bretagna | 1        | 12 | 17 | 4-5      | 2-5      | 1-5      | X        | ND       | 5-2      |
| 5    | Marcel Faure           | Francia       | 1        | 11 | 18 | 1-5      | 4-5      | 1-5      | ND       | X        | 5-3      |
| 6    | Hubert Loisel          | Austria       | 0        | 12 | 20 | ND       | 3-5      | 4-5      | 2-5      | 3-5      | X        |

| Pos. | Atleta                   | Nazione     | Vittorie | SF | SC | Incontri | Incontri | Incontri | Incontri | Incontri | Incontri |
| Pos. | Atleta                   | Nazione     | Vittorie | SF | SC | KAB      | SOB      | GAU      | ROD      | VAN      | GAR      |
| ---- | ------------------------ | ----------- | -------- | -- | -- | -------- | -------- | -------- | -------- | -------- | -------- |
| 1    | Endre Kabos              | Ungheria    | 4        | 20 | 11 | X        | 5-2      | 5-3      | 5-2      | ND       | 5-4      |
| 2    | Antoni Sobik             | Polonia     | 4        | 22 | 14 | 2-5      | X        | 5-2      | 5-3      | 5-2      | 5-2      |
| 3    | Giulio Gaudini           | Italia      | 3        | 20 | 18 | 3-5      | 2-5      | X        | 5-4      | 5-2      | 5-2      |
| 4    | París Rodríguez          | Uruguay     | 2        | 19 | 17 | 2-5      | 3-5      | 4-5      | X        | 5-1      | 5-1      |
| 5    | Franciscus van Wieringen | Paesi Bassi | 1        | 10 | 15 | ND       | 2-5      | 2-5      | 1-5      | X        | 5-0      |
| 6    | Édouard Gardère          | Francia     | 0        | 9  | 25 | 4-5      | 2-5      | 2-5      | 1-5      | 0-5      | X        |

| Pos. | Atleta                   | Nazione  | Vittorie | SF | SC | Incontri | Incontri | Incontri | Incontri | Incontri | Incontri |
| Pos. | Atleta                   | Nazione  | Vittorie | SF | SC | PIN      | LOI      | RAJ      | SEG      | DeF      | VAS      |
| ---- | ------------------------ | -------- | -------- | -- | -- | -------- | -------- | -------- | -------- | -------- | -------- |
| 1    | Vincenzo Pinton          | Italia   | 4        | 20 | 9  | X        | 5-2      | 5-4      | 5-0      | 5-3      | ND       |
| 2    | Hubert Loisel            | Austria  | 3        | 17 | 11 | 2-5      | X        | 5-1      | 5-3      | ND       | 5-2      |
| 3    | László Rajcsányi         | Ungheria | 3        | 20 | 13 | 4-5      | 1-5      | X        | 5-1      | 5-1      | 5-1      |
| 4    | Władysław Segda          | Polonia  | 2        | 14 | 22 | 0-5      | 3-5      | 1-5      | X        | 5-3      | 5-4      |
| 5    | José Julián de la Fuente | Uruguay  | 1        | 12 | 18 | 3-5      | ND       | 1-5      | 3-5      | X        | 5-3      |
| 6    | Dimitar Vasilev          | Bulgaria | 0        | 10 | 20 | ND       | 2-5      | 1-5      | 4-5      | 3-5      | X        |

### Finali
Si è disputata il 15 di agosto.
| Pos.    | Atleta                 | Nazione  | Vittorie | SF | SC | Incontri | Incontri | Incontri | Incontri | Incontri | Incontri | Incontri | Incontri | Incontri |
| Pos.    | Atleta                 | Nazione  | Vittorie | SF | SC | KAB      | MAR      | GER      | RAJ      | PIN      | GAU      | SOB      | LOS      | VAN      |
| ------- | ---------------------- | -------- | -------- | -- | -- | -------- | -------- | -------- | -------- | -------- | -------- | -------- | -------- | -------- |
| Oro     | Endre Kabos            | Ungheria | 7        | 37 | 20 | X        | 2-5      | 5-4      | 5-3      | 5-3      | 5-2      | 5-1      | 5-1      | 5-1      |
| Argento | Gustavo Marzi          | Italia   | 6        | 35 | 22 | 5-2      | X        | 4-5      | 5-3      | 5-1      | 5-2      | 1-5      | 5-2      | 5-2      |
| Bronzo  | Aladár Gerevich        | Ungheria | 6        | 37 | 26 | 4-5      | 5-4      | X        | 3-5      | 5-3      | 5-4      | 5-2      | 5-3      | 5-0      |
| 4       | László Rajcsányi       | Ungheria | 5        | 34 | 25 | 3-5      | 3-5      | 5-3      | X        | 3-5      | 5-2      | 5-2      | 5-1      | 5-2      |
| 5       | Vincenzo Pinton        | Italia   | 5        | 32 | 28 | 3-5      | 1-5      | 3-5      | 5-3      | X        | 5-4      | 5-2      | 5-2      | 5-2      |
| 6       | Giulio Gaudini         | Italia   | 3        | 29 | 28 | 2-5      | 2-5      | 4-5      | 2-5      | 4-5      | X        | 5-0      | 5-1      | 5-2      |
| 7       | Antoni Sobik           | Polonia  | 2        | 20 | 34 | 1-5      | 5-1      | 2-5      | 2-5      | 2-5      | 0-5      | X        | 3-5      | 5-3      |
| 8       | Josef Losert           | Austria  | 2        | 20 | 36 | 1-5      | 2-5      | 3-5      | 1-5      | 2-5      | 1-5      | 5-3      | X        | 5-3      |
| 9       | Robert Van Den Neucker | Belgio   | 0        | 15 | 40 | 1-5      | 2-5      | 0-5      | 2-5      | 2-5      | 2-5      | 3-5      | 3-5      | X        |